# Alojzij Potočnik (učitelj)
Alojzij Potočnik, slovenski učitelj, lokalni raziskovalec zgodovine, * 17. junij 1876, Ljubljana, † 1954.

## Življenje in delo
Potočnik je po končanem učiteljišču v Ljubljani služboval od 1897 kot učitelj po raznih krajih, najdalje v Retečah (1901–1909), Spodnji Šiški (1909–1912) in od septembra 1912 na II. mestni deški ljudski šoli v Ljubljani, kjer je 15. sept. 1934 stopil v pokoj. Povsod je gojil petje, v Šiški vodil pevski zbor Čitalnice, v Ljubljani pa od ustanovitve 1924  pevski zbor Gospodar. Aktiven je bil tudi v raznih izobraževalnih društvih. Od leta 1920 do 1940 je bil knjižničar Javne dvorske knjižnice, za katero je izdal imenik knjig ter v dodatku opisal začetek in razvoj društva. Leta 1925 ga je ljubljansko mestno načelstvo imenovalo za varuha ubogih. Februarja 1928 je bil izvoljen v ljubljanski občinski svet, kjer je ostal do februarja 1931. Na pobudo duhovnika in zgodovinarja Ivana Vrhovnika, s katerim se je seznanil okoli 1914, se je začel zanimati za ljubljansko preteklost ter uporabljal pri tem poleg časopisnih člankov tudi arhivske vire. Ob petdesetletnici II. deške ljudske šole na je v njenem letnem poročilu 1925 priobčil članek Krakovo in Trnovo v preteklih stoletjih. Ob isti priliki je napisal igrico Matevžev stric pripoveduje, v katerem je opisano življenje starih Krakovcev in Trnovčanov. V ljubljanskih časopisih je s svojim imenom ali s kratico A.P objavil  okoli 50 člankov in razprav. Od njegovih številnih  člankov in razprav so pomembnejši: Prometna sredstva v stari Ljubljani (1931); Ljubljana, prepiri pod Francozi (1938); Tivolski grad in park v Ljubljani (1938); Ljubljanska pokopališča (1939); Naš Rožnik in njegova preteklost (1941); Naši mesarji pred polstoletjem (1942); Ljubljanski vozniki (1942); Zgodovina Hrenovega križa (1942); Neme priče ljubljanske preteklosti (1942 v več nadaljevanjih); Ljubljanski postreščki (1943) in Proslava zmage pri Sisku pred polstoletjem v Ljubljani (1943). V Potočnikovem rokopisu se nahaja zgodovinski in umetnostni opis vseh nekdanjih in sedanjih ljubljanskih svetišč ter velika zbirka lokalnozgodovinskih izpiskov iz ljubljanskih časopisov. Za zasluge je bil 16. maja 1934 razglašen za častnega meščana Ljubljane.